# Adama Diop (comédien)
Pour les articles homonymes, voir Adama Diop et Diop.
Adama Diop, né le 21 septembre 1981 à Dakar, est un comédien franco-sénégalais.

## Biographie

### Jeunesse
Adama Diop naît en 1981 à Dakar, d'une mère pharmacienne et d'un père comptable.
Il découvre le théâtre au lycée, mais se destine d'abord au métier de journaliste et entame des études à l'Université Cheikh-Anta-Diop de Dakar. À l'université, il participe à l'Atelier de recherche du Théâtre universitaire Isseu Niang entre 2000 et 2002,,. Avec une troupe de six acteurs amateurs, il remporte alors un concours au Festival interscolaire de Dakar et gagne un voyage à Montpellier qui sera déterminant : lors d'une visite du Conservatoire de Montpellier, Diop observe Babacar M'Baye Fall en train de travailler et décide de tenter le concours du conservatoire,.
Il est reçu au Conservatoire de Montpellier en 2002, puis au Conservatoire national supérieur d'art dramatique de Paris en 2005,. Il est obligé de travailler comme manutentionnaire à côté de ses études. Il fait également l'expérience quotidienne du racisme ; au sein du conservatoire, il est le seul élève noir de sa promotion,.

### Carrière de comédien
Dès ses études au conservatoire, Adama Diop joue dans les spectacles de Marion Aubert et Marion Guerrero. En 2016, il est révélé dans la pièce-fleuve 2666 de Julien Gosselin. Dès lors sa carrière décolle et il enchaîne les rôles prestigieux et remarqués : il tient le rôle-titre dans Macbeth pour Stéphane Braunschweig en 2018, joue dans le Bajazet de Frank Castorf en 2019 puis dans La Cerisaie de Tiago Rodrigues en 2021, ce qui lui vaut le prix du Syndicat de la critique du meilleur comédien.
En 2022, il est Othello dans la mise en scène de Jean-François Sivadier (dont La Vie de Galilée avait été, vingt ans plus tôt, une des sources de sa vocation,). Se confrontant frontalement aux questions du racisme, de la misogynie, du féminicide, la mise en scène de Sivadier et l'interprétation de Diop sont largement saluées. C'est une consécration médiatique,,,,. Le comédien décrit un rôle « de combat », « pas du tout agréable parce que ce dont on parle ici n'est pas une fiction ; les Noirs qui réussissent peuvent être haïs, comme Othello est haï par Iago ».
Au cinéma, il joue également dans deux longs-métrages (Tazzeka de Jean-Philippe Gaud en 2018, La Dérive des continents (au Sud) de Lionel Baier en 2022) et dans la mini-série Amour fou de Mathias Gokalp, diffusée par Arte en 2020.

### École internationale d'acteurs et d'actrices de Dakar
En 2021, Diop lance un projet d'école de théâtre au Sénégal, l'« École internationale d'acteurs et d'actrices de Dakar » (EIAD), lieu de formation et de professionnalisation à destination des comédiens et comédiennes de l'ensemble du continent africain. Le comédien évoque « un réseau artistique et écologique dont les élèves seront invités à travailler aux champs, à cultiver un lien avec la nature et le quotidien des gens ». Soutenu par le gouvernement sénégalais qui fournit à l'école un terrain et des financements, le projet doit aboutir en 2025,.
Depuis 2021, la structure organise des sessions de formation courtes sous le nom « EIAD-NOMAD », en attendant la création de l'école.

### Vie privée
Adama Diop est le père de deux enfants. Il demeure à Montreuil.
En 2016, il obtient la nationalité française.
En 2022, il affirme qu'il votera « à gauche » à l'élection présidentielle.

## Théâtre
- 2007 : Les Aventures de Nathalie Nicole Nicole de Marion Aubert, mise en scène de Marion Guerrero
- 2010 : Orgueil, poursuite et décapitation de Marion Aubert, mise en scène de Marion Guerrero
- 2011 : Les Grandes Personnes de Marie Ndiaye, mise en scène de Christophe Perton
- 2012 : Saga des habitants du Val de Moldavie de Marion Aubert, mise en scène de Marion Guerrero
- 2013 : Woyzeck (Je n'arrive pas à pleurer), d'après Georg Büchner, mise en scène de Jean-Pierre Baro
- 2013 : Oroonoko, le prince esclave, d'après Aphra Behn, mise en scène d'Aline César
- 2015 : Le Retour au désert de Bernard-Marie Koltès, mise en scène d'Arnaud Meunier
- 2016 : 2666 de Roberto Bolaño, mise en scène de Julien Gosselin
- 2018 : Macbeth de William Shakespeare, mise en scène de Stéphane Braunschweig
- 2018 : Joueurs, Mao II, les noms, d'après Don DeLillo, mise en scène de Julien Gosselin
- 2019 : Bajazet (en considérant « Le Théâtre et la Peste ») d'après Jean Racine et Antonin Artaud, mise en scène de Frank Castorf
- 2020 : Mes frères de Pascal Rambert, mise en scène d'Arthur Nauzyciel
- 2021 : La Cerisaie d'Anton Tchekhov, mise en scène de Tiago Rodrigues (Lopakhine)
- 2022 : Othello de William Shakespeare, mise en scène de Jean-François Sivadier (Othello)
- 2024 : Fajar, ou l'odyssée de l'homme qui rêvait d'être poète, de et par Adama Diop (Malal)
- 2025: La distance, de Tiago Rodrigues

## Filmographie

### Cinéma
- 2018 : Tazzeka de Jean-Philippe Gaud
- 2022 : La Dérive des continents (au Sud) de Lionel Baier (Boubacar)

### Télévision
- 2020 : Amour fou de Mathias Gokalp (Philippe)

## Distinctions
- Festival de théâtre universitaire d'Agadir 2004 : meilleur comédien pour Le Balcon[3]
- Prix du Syndicat de la critique 2022 : meilleur comédien pour La Cerisaie[6]